# Castro do Alto das Valadas
O Castro do Alto das Valadas é um castro situado na freguesia de Navió e Vitorino dos Piães, em Ponte de Lima. Trata-se de um povoado fortificado da Idade do Ferro. Está implantado no topo de uma colina na Serra da Nora. Apresenta um complexo sistema defensivo com cinco linhas de muralha, complementadas por taludes e dois fossos. Em 1983 foi classificado como Imóvel de Interesse Público.